# Avro 549 Aldershot
Avro 549 Aldershot là một loại máy bay ném bom của Anh, do hãng Avro chế tạo.

## Biến thể
Avro 549 Aldershot I
Avro 549A Aldershot II
Avro 549B Aldershot III
Avro 549C Aldershot IV

## Quốc gia sử dụng
Anh Quốc
- Không quân Hoàng gia

## Tính năng kỹ chiến thuật (Aldershot III)
Dữ liệu lấy từ Avro Aircraft since 1908
Đặc điểm tổng quát
- Kíp lái: 3
- Chiều dài: 45 ft 0 in (13,72 m)
- Sải cánh: 68 ft 0 in (20,73 m)
- Chiều cao: 15 ft 3 in (4,65 m)
- Diện tích cánh: 1.064 ft² (98,9 m²)
- Trọng lượng rỗng: 6.310 lb (2.868 kg)
- Trọng lượng cất cánh tối đa: 10.950 lb (4.977 kg)
- Động cơ: 1 × Rolls Royce Condor III, 650 hp (485 kW)

 Hiệu suất bay 
- Vận tốc cực đại: 110 mph (96 knot, 177 km/h)
- Vận tốc hành trình: 92 mph (80 knot, 148 km/h)
- Tầm bay: 625 mi (1.006 km)
- Trần bay: 14.500 ft (4.420 m)

Trang bị vũ khí

- Súng: 1 × Súng máy Lewis.303 in (7,7 mm), 1× súng máy Lewis[2]
- Bom: 2.000 lb (910 kg) bom